# Copa d'Àfrica de Nacions 2000
El 2000 es disputà la vintidosena edició de la Copa d'Àfrica de Futbol a Ghana i Nigèria, reemplaçant l'organitzador original Zimbàbue. Es mantingué el format de l'edició anterior. Camerun fou el campió al derrotar Nigèria des del punt de penal (4-3) després d'empatar a 2 al final del partit.

## Selecció d'amfitrió
Era previst que Zimbabwe fou la seu d'aquesta edició del campionat, però finalment fou rebutjada per la CAF el 8 de febrer de 1999 a Abidjan, Costa d'Ivori per no complir amb les especificacions. Una nova fase per rebre candidats fou oberta fins al 10 de març de 1999.
Candidats:
- Egipte
- Ghana
- Marroc
- Nigèria

Egipte acabà abandonant i finalment fou escollida una candidatura conjunta entre Ghana i Nigèria, el 15 de març de 1999.

## Equips classificats

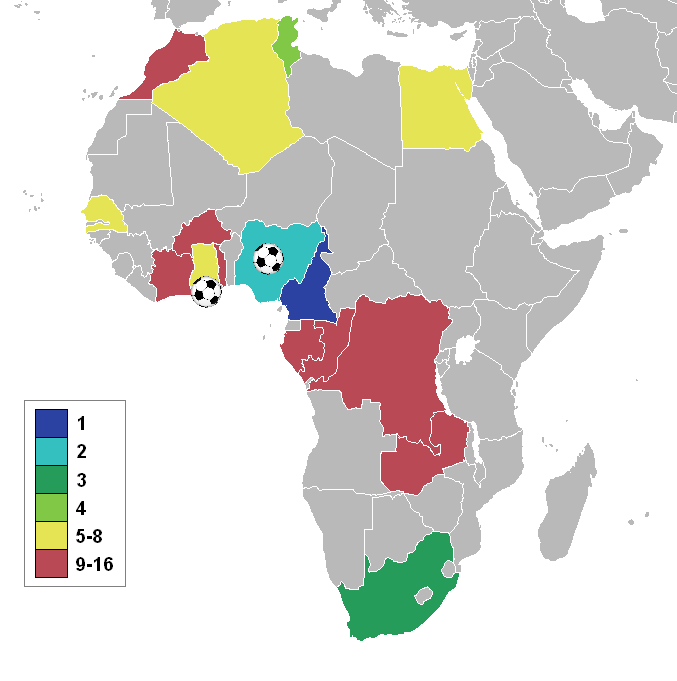
Nacions participants.

- Algèria
- Burkina Faso
- Camerun
- República Democràtica del Congo
- Congo
- Costa d'Ivori
- Egipte (vigent campió)
- Gabon
- Ghana (seu)
- Marroc
- Nigèria (seu)
- Senegal
- Sud-àfrica
- Togo
- Tunísia
- Zàmbia

## Seus
| Accra, Ghana         | Kumasi Accra Lagos Kano | Lagos, Nigèria      |
| Accra Sports Stadium | Kumasi Accra Lagos Kano | National Stadium    |
| Capacitat: 40.000    | Kumasi Accra Lagos Kano | Capacitat: 55.000   |
|                      | Kumasi Accra Lagos Kano |                     |
| Kumasi, Ghana        | Kumasi Accra Lagos Kano | Kano, Nigeria       |
| Baba Yara Stadium    | Kumasi Accra Lagos Kano | Sani Abacha Stadium |
| Capacitat: 51.500    | Kumasi Accra Lagos Kano | Capacitat: 25.000   |
|                      | Kumasi Accra Lagos Kano |                     |

## Competició

### Primera fase
Tots els horaris són locals: GMT (UTC) i WAT (UTC +1)

#### Grup A
Error de Lua a Mòdul:Sports_table/sub a la línia 10: attempt to concatenate local 'text' (a nil value).
| Ghana    | 1–1 | Camerun |
| -------- | --- | ------- |
| Ayew 57' |     | Foé 19' |

| Costa d'Ivori   | 1–1 | Togo       |
| --------------- | --- | ---------- |
| Guel 38' (pen.) |     | Ouadja 19' |

| Ghana               | 2–0 | Togo |
| ------------------- | --- | ---- |
| Ayew 28' · Addo 37' |     |      |

| Camerun                            | 3–0 | Costa d'Ivori |
| ---------------------------------- | --- | ------------- |
| Kalla 29' · Eto'o 45' · M'Boma 90' |     |               |

| Ghana | 0–2 | Costa d'Ivori       |
| ----- | --- | ------------------- |
|       |     | Kalou 45' · Sie 84' |

| Camerun | 0–1 | Togo         |
| ------- | --- | ------------ |
|         |     | Tchangai 18' |

#### Grup B
Error de Lua a Mòdul:Sports_table/sub a la línia 10: attempt to concatenate local 'text' (a nil value).
| Sud-àfrica                    | 3–1 | Gabon      |
| ----------------------------- | --- | ---------- |
| Ngobe 43' · Bartlett 55', 78' |     | Nzigou 21' |

| República Democràtica del Congo | 0–0 | Algèria |
| ------------------------------- | --- | ------- |
|                                 |     |         |

| Sud-àfrica   | 1–0 | República Democràtica del Congo |
| ------------ | --- | ------------------------------- |
| Bartlett 44' |     |                                 |

| Algèria                              | 3–1 | Gabon          |
| ------------------------------------ | --- | -------------- |
| Ghazi 12' · Tasfaout 41' · Dziri 89' |     | Mbanangoyé 89' |

| Sud-àfrica  | 1–1 | Algèria       |
| ----------- | --- | ------------- |
| Bartlett 2' |     | Moussouni 53' |

| República Democràtica del Congo | 0–0 | Gabon |
| ------------------------------- | --- | ----- |
|                                 |     |       |

#### Grup C
Error de Lua a Mòdul:Sports_table/sub a la línia 10: attempt to concatenate local 'text' (a nil value).
| Egipte                     | 2–0 | Zàmbia |
| -------------------------- | --- | ------ |
| Radwan 37' · H. Hassan 50' |     |        |

| Burkina Faso | 1–3 | Senegal                          |
| ------------ | --- | -------------------------------- |
| Sanou 65'    |     | Camara 4' · Sarr 45' · Keita 86' |

| Egipte        | 1–0 | Senegal |
| ------------- | --- | ------- |
| H. Hassan 39' |     |         |

| Zàmbia   | 1–1 | Burkina Faso  |
| -------- | --- | ------------- |
| Lota 16' |     | Ouédraogo 90' |

| Egipte                                                       | 4–2 | Burkina Faso           |
| ------------------------------------------------------------ | --- | ---------------------- |
| Salah Hosny 30' · H. Hassan 75' (pen.) · Ramzy 85' · Ali 90' |     | Koudou 10' · Sanou 24' |

| Zàmbia                           | 2–2 | Senegal                |
| -------------------------------- | --- | ---------------------- |
| Chilembe 52' · Bwalya 87' (pen.) |     | Camara 47' · Mbaye 80' |

#### Grup D
Error de Lua a Mòdul:Sports_table/sub a la línia 10: attempt to concatenate local 'text' (a nil value).
| Nigèria                           | 4–2 | Tunísia               |
| --------------------------------- | --- | --------------------- |
| Okocha 28', 58' · Ikpeba 71', 77' |     | Azaiez 49' · Baya 90' |

| Marroc     | 1–0 | Congo |
| ---------- | --- | ----- |
| Bassir 85' |     |       |

| Nigèria | 0–0 | Congo |
| ------- | --- | ----- |
|         |     |       |

| Tunísia | 0–0 | Marroc |
| ------- | --- | ------ |
|         |     |        |

| Nigèria                   | 2–0 | Marroc |
| ------------------------- | --- | ------ |
| George 28' · Aghahowa 81' |     |        |

| Tunísia   | 1–0 | Congo |
| --------- | --- | ----- |
| Jaïdi 18' |     |       |

### Eliminatòries
|  | Quarts de final   | Quarts de final   |                   |                 | Semifinals  | Semifinals  |  |  | Final             | Final |
|  |                   |                   |                   |                 |             |             |  |  |                   |       |
|  | 6 febrer – Accra  |                   |                   |                 |             |             |  |  |                   |       |
|  |                   |                   |                   |                 |             |             |  |  |                   |       |
|  | Camerun           | 2                 |                   |                 |             |             |  |  |                   |       |
|  | Camerun           | 2                 | 10 febrer – Accra |                 |             |             |  |  |                   |       |
|  | Algèria           | 1                 |                   |                 |             |             |  |  |                   |       |
|  | Algèria           | 1                 | Camerun           | 3               |             |             |  |  |                   |       |
|  | 7 febrer – Kano   |                   | Camerun           | 3               |             |             |  |  |                   |       |
|  |                   | Tunísia           | 0                 |                 |             |             |  |  |                   |       |
|  | Egipte            | Tunísia           | 0                 | 0               |             |             |  |  |                   |       |
|  | Egipte            |                   | 13 febrer – Lagos | 0               |             |             |  |  |                   |       |
|  | Tunísia           | 1                 |                   |                 |             |             |  |  |                   |       |
|  | Tunísia           | 1                 | Camerun (p.)      | 2 (4)           |             |             |  |  |                   |       |
|  | 6 febrer – Kumasi |                   | Camerun (p.)      | 2 (4)           |             |             |  |  |                   |       |
|  |                   | Nigèria           | 2 (3)             |                 |             |             |  |  |                   |       |
|  | Sud-àfrica        | Nigèria           | 2 (3)             | 1               |             |             |  |  |                   |       |
|  | Sud-àfrica        | 10 febrer – Lagos |                   | 1               |             |             |  |  |                   |       |
|  | Ghana             | 0                 |                   |                 |             |             |  |  |                   |       |
|  | Ghana             | 0                 | Sud-àfrica        | 0               | Tercer lloc | Tercer lloc |  |  |                   |       |
|  | 7 febrer – Lagos  |                   | Sud-àfrica        | 0               | Tercer lloc | Tercer lloc |  |  |                   |       |
|  |                   | Nigèria           | 2                 |                 |             |             |  |  |                   |       |
|  | Nigèria (prò.)    | Nigèria           | 2                 | 2               | Tunísia     | 2 (3)       |  |  |                   |       |
|  | Nigèria (prò.)    |                   |                   | 2               | Tunísia     | 2 (3)       |  |  |                   |       |
|  | Senegal           | 1                 |                   | Sud-àfrica (p.) | 2 (4)       |             |  |  |                   |       |
|  | Senegal           | 1                 |                   |                 | 2 (4)       |             |  |  |                   |       |
|  |                   |                   |                   |                 |             |             |  |  | 12 febrer – Accra |       |
|  |                   |                   |                   |                 |             |             |  |  |                   |       |

#### Quarts de final
| Camerun            | 2–1 | Algèria      |
| ------------------ | --- | ------------ |
| Eto'o 7' · Foé 24' |     | Tasfaout 79' |

| Sud-àfrica   | 1–0 | Ghana |
| ------------ | --- | ----- |
| Nomvethe 42' |     |       |

| Egipte | 0–1 | Tunísia          |
| ------ | --- | ---------------- |
|        |     | Badra 22' (pen.) |

| Nigèria           | 2–1 (pr.) | Senegal   |
| ----------------- | --------- | --------- |
| Aghahowa 85', 92' |           | Fadiga 7' |

#### Semifinals
| Nigèria           | 2–0 | Sud-àfrica |
| ----------------- | --- | ---------- |
| Babangida 1', 34' |     |            |

| Camerun                     | 3–0 | Tunísia |
| --------------------------- | --- | ------- |
| M'Boma 49', 85' · Eto'o 81' |     |         |

#### 3r i 4t lloc
| Sud-àfrica                                                 | 2–2 (pr.) | Tunísia                                              |
| ---------------------------------------------------------- | --------- | ---------------------------------------------------- |
| Bartlett 11' · Nomvete 62'                                 | Resum     | Zitouni 27', 89'                                     |
| Tanda de penals                                            |           |                                                      |
| Bartlett · Mkhalele · Ndlanya · Tinkler · Moshoeu · Bapela | 4–3       | Chihi · Jaziri · Gabsi · Boukadida · Badra · Zitouni |

#### Final
| Nigèria                                  | 2–2 (pr.) | Camerun                             |
| ---------------------------------------- | --------- | ----------------------------------- |
| Chukwu 45' · Okocha 47'                  | Resum     | Eto'o 26' · M'Boma 31'              |
| Tanda de penals                          |           |                                     |
| Okocha · Okpara · Kanu · Ikpeba · Oliseh | 3–4       | M'Boma · Wome · Geremi · Foé · Song |

## Campió
| Guanyador de Copa d'Àfrica 2000 |
| ------------------------------- |
| · Camerun · Tercer títol        |

## Golejadors
5 gols
- Shaun Bartlett

4 gols
- Samuel Eto'o
- Patrick M'Boma

3 gols
- Hossam Hassan
- Julius Aghahowa
- Jay-Jay Okocha

2 gols
- Abdelhafid Tasfaout
- Ousmane Sanou
- Marc-Vivien Foé
- Kwame Ayew
- Tijani Babangida
- Victor Ikpeba
- Henri Camara
- Siyabonga Nomvethe
- Ali Zitouni

1 gol
- Billel Dziri
- Farid Ghazi
- Fawzi Moussouni
- Ismaël Koudou
- Alassane Ouédraogo
- Raymond Kalla
- Abdel Halim Ali
- Yasser Radwan
- Hany Ramzy
- Ahmed Salah Hosny
- Bruno Mbanangoyé
- Shiva N'Zigou
- Otto Addo
- Tchiressoua Guel
- Bonaventure Kalou
- Donald-Olivier Sié
- Salaheddine Bassir
- Raphael Chukwu
- Finidi George
- Khalilou Fadiga
- Salif Keita
- Abdoulaye Mbaye
- Pape Sarr
- Dumisa Ngobe
- Lantame Ouadja
- Massamasso Tchangai
- Walid Azaiez
- Khaled Badra
- Radhi Jaïdi
- Adel Sellimi
- Kalusha Bwalya
- Laughter Chilembe
- Dennis Lota

## Equip ideal de la CAF
Porter
- Nader El-Sayed

Defenses
- Pape Malick Diop
- Khaled Badra
- Rigobert Song
- Mohamed Emara

Centrecampistes
- Billel Dziri
- Lauren
- Jay-Jay Okocha
- Khalilou Fadiga

Davanters
- Samuel Eto'o
- Shaun Bartlett